# Napothera rufipectus
Napothera rufipectus е вид птица от семейство Pellorneidae.

## Разпространение
Видът е ендемичен за субтропичните и тропически влажни равнинни и планински гори на западна Суматра в Индонезия.